# Jessica Svärdström
Jessica Svärdström, född 1972, är en svensk diplomat. Hon är sedan 2022 Sveriges ambassadör i Irak, placerad i Bagdad.  
Under Svärdstöms tid har relationerna mellan Sverige och Irak varit dåliga. Den svenska regeringen meddelade dock den 4 maj 2023 att den ska öka biståndet till Irak med 20 miljoner kronor.
Den 29 juni 2023 stormade anhängare till den shiamuslimska ledaren Muqtada al-Sadr den svenska ambassaden i Bagdad. Motivet för stormningen var den våg av koranbränningar i Sverige under sommaren 2023. I synnerhet de utförda av exilirakiern Salwan Momika.
Svärdström har tidigare varit ambassadör i Mali och biträdande enhetschef på enheten för europeisk säkerhetspolitik. Hon har även tjänstgjort vid ambassaderna i Bagdad och Kabul samt vid Sveriges NATO-delegation i Bryssel.